# کلیفورد استاین
کلیفورد استاین (انگلیسی: Clifford Stine؛ ۲۴ مارس ۱۹۰۶ – ۱۲ دسامبر ۱۹۸۶) فیلم‌بردار اهل ایالات متحده آمریکا بود.

## فیلم‌شناسی
- کنکورد … فرودگاه ۷۹ (۱۹۷۹) [Special Photographer]
- زمین‌لرزه (۱۹۷۴) [Special Photography]
- پاتن (۱۹۷۰) [Camera Operator: second unit]
- گامبی (۱۹۶۶) [Cinematographer]
- داستان وقت خواب (۱۹۶۴) [Cinematographer]
- اسپارتاکوس (۱۹۶۰) [Cinematographer: additional scenes]
- صحبت‌های بالشی (۱۹۵۹) [Special Photography]
- تقلید زندگی (۱۹۵۹) [Special Photography]
- زمانی برای عشق ورزیدن و زمانی برای مردن (۱۹۵۸) [Special Photography] [Special Effects]
- نشانی از شر (۱۹۵۸) [Camera Operator: additional photography] (uncredited)
- بانو یک هوانورد می‌گیرد (۱۹۵۸) [Special Photography]
- استانبول (۱۹۵۷) [Special Photography]
- بر باد نوشته (۱۹۵۶) [Special Photography]
- دور از همه قایق‌ها (۱۹۵۶) [Special Photography]
- رتیل (۱۹۵۵) [Special Photography]
- جایی برای داماد نیست (۱۹۵۲)
- کسی دختر مرا دیده؟ (۱۹۵۲) [Cinematographer]
- زیردریایی اسرارآمیز (۱۹۵۰) [Cinematographer]
- طلاق خوش (۱۹۳۴) [دستیار فیلمبردار] (uncredited)
- کینگ کونگ (۱۹۳۳) [Second Assistant Camera: "b" camera] (uncredited) [Special Effects Cameraman] (uncredited)